# Andrés Javier Mosquera
Andres Javier Mosquera Murillo (Medellín, Colombia, 19 de septiembre de 1989) es un futbolista colombiano. Juega de delantero.

## Clubes
| Club                   | País                | Año                 | Partidos | Goles |
| ---------------------- | ------------------- | ------------------- | -------- | ----- |
| La Equidad             | Colombia            | 2010                | 1        | 0     |
| Bogotá F. C.           | Colombia            | 2011 - 2012         | 43       | 20    |
| Independiente Medellín | Colombia            | 2012                | 17       | 1     |
| Bogotá F. C.           | Colombia            | 2013                | 28       | 9     |
| Deportivo Pasto        | Colombia            | 2013                | 5        | 0     |
| Deportes Copiapó       | Chile               | 2014 - 2015         | 20       | 1     |
| Envigado F. C.         | Colombia            | 2015                | 13       | 1     |
| Portuguesa F. C.       | Venezuela           | 2016 - 2017         | 24       | 4     |
| Universitario          | Panamá              | 2019                | 7        | 0     |
| Total en su carrera    | Total en su carrera | Total en su carrera | 158      | 36    |

## Palmarés

### Distinciones individuales
| Distinción                   | Goles | Año  |
| ---------------------------- | ----- | ---- |
| Goleador de la Copa Colombia | 9     | 2012 |